# Eta Lirydy
eta Lirydy (η Lirydy, ELY) – słabo zbadany rój meteorów aktywny od 3 do 12 maja. Jego radiant znajduje się w gwiazdozbiorze Lutni w pobliżu granicy z gwiazdozbiorem Łabędzia. Maksimum roju przypada na 9 maja, jego aktywność nie jest jeszcze poznana, a obfitość roju wynosi 3 do 5 meteorów/h. Możliwe jednak, że aktywność roju trwa aż do 17 maja, a maksimum przypada na 10 lub 11 maja. eta Lirydy są rojem związanym z kometą C/1983 H1 (IRAS-Araki-Alcock), której orbita przebiega blisko orbity Ziemi.